# Zr.Ms. Den Helder
Zr.Ms. Den Helder is een Nederlands Combat Support Ship (CSS), dat Zr.Ms. Amsterdam moet vervangen. Volgens planning moet het schip begin 2026 missiegereed zijn. Het schip is vernoemd naar de plaats Den Helder, waar al eeuwen de belangrijkste Nederlandse marinebasis is gelegen. De functie van Zr.Ms. Den Helder wordt voornamelijk het bevoorraden van de Nederlandse vloot en schepen van bondgenoten. Het schip moet naast brandstof ook in munitie, reserveonderdelen en manschappen kunnen voorzien.

## Aanloop
In 2014 ging het Nederlandse bevoorradingsschip Zr.Ms. Amsterdam uit dienst. Toen Amsterdam uit dienst ging, beschikte de Nederlandse marine een jaar niet over schepen die andere schepen konden bevoorraden. In 2015 kwam hier verandering in, toen het Joint Support Ship (JSS) Zr.Ms. Karel Doorman in dienst kwam. Dit schip was echter in de eerste instantie een vervanging van het bevoorradingsschip Hr.Ms. Zuiderkruis. De Nederlandse marine had behoefte aan nog een bevoorradingsschip. In 2017 werden er plannen gemaakt voor de vervanging van Amsterdam en op 19 februari 2020 ondertekende de DMO een contract met de Nederlandse scheepsbouwer Damen. Volgens het huidige ontwerp wordt het schip 179,5 meter lang, krijgt het een waterverplaatsing van zo'n 20.000 ton, en moet er een vaste bemanning werken van zo'n 75 man, met ruimte voor 75 man extra. Naast de twee BOZ-masten (bevoorrading op zee) is er op het dek ruimte voor zo'n 24 containers, en heeft het schip meerdere helikopters tot haar beschikking. 
De tankercapaciteit van het CSS bestaat uit 7.600 m³ F76 (dieselolie voor schepen), 1.000 m³ F44 (helikopterbrandstof), 226 m³ drinkwater, en 434 m³ andere goederen zoals voedsel en munitie.
Het schip werd op 22 februari 2025 gedoopt door Prinses Amalia.